# Mesocyclops meridionalis
Mesocyclops meridionalis – gatunek widłonoga z rodziny Cyclopidae. Opisali go w 1986 roku biolodzy Bernard Dussart z Francji i Santa Margarita Frutos z Argentyny. Znany jest tylko z Argentyny.